# Kill Van Kull

Mapa do Porto de Nova Iorque mostrando a localização do Kill Van Kull

O Kill Van Kull é um estreito com cerca de 4,8 km de comprimento por 305 m de largura e que separa Staten Island (cidade de Nova Iorque) e a península de Bergen Neck ocupada pela cidade de Bayonne, Nova Jersey, nos Estados Unidos. O nome kill provém da palavra neerlandesa kille, que significa «leito» ou «canal de água».
O Kill Van Kull liga a baía de Newark à Upper New York Bay. O farol Robbins Reef Light marca o seu extremo oriental. Historicamente, foi um dos canais mais importantes para o comércio da região, possibilitando uma passagem para o tráfego marítimo entre Manhattan e as cidades industriais de Nova Jersey. Desde a década de 1960 tem sido o principal acesso a navios porta-contentores para o Port Newark-Elizabeth Marine Terminal, a mais usada das instalações portuárias dos Estados Unidos e o principal terminal marítimo do porto de Nova Iorque.
Tem profundidade máxima de 50 pés e é atravessado pela Ponte de Bayonne.